# Mittlerer Keuper
Der Mittlere Keuper (auch Mittelkeuper, z. T. Gipskeuper, Hauptkeuper u. a.) ist eine lithostratigraphische Untergruppe des Keupers der Germanischen Trias.  Die lithostratigraphische Einheit wird von der Erfurt-Formation und in den östlichen Randbereichen von der Grafenwöhr-Formation des Unteren Keupers unterlagert und von der Untergruppe des Oberen Keuper überlagert. Der Mittlere Keuper enthält im unteren Teil z. T. sehr mächtige Evaporite, im höheren Teil fast ausschließlich kontinentale Ablagerungen.

## Definition
Die Untergrenze ist in Franken mit der Oberkante des Grenzdolomits definiert. Die Obergrenze ist die Basis der „Rhaet“-Sandsteine; in Norddeutschland die postera-Sandsteine, in Süddeutschland, wo die postera-Sandsteine fehlen, die contorta-Sandsteine.
Biostratigraphisch wird die Untergrenze des Mittleren Keuper in das obere Ladinium (Oberes Langobardium) datiert. Die Grenze des Mittleren zum Oberen Keuper liegt bereits im Unteren Rhaetium (Sevatium-Unterstufe). Das entspricht geochronologisch etwa dem Zeitraum von 232,5 bis 209 Millionen Jahren. Allerdings ist wohl über die Hälfte der Zeit nicht durch Ablagerungen dokumentiert, sondern steckt in mehreren Schichtlücken und Erosionsdiskordanzen innerhalb des Mittleren Keupers. Die Typusregion des Mittleren Keuper ist Franken; ein Typprofil wurde bisher noch nicht festgelegt.
Die Lithologie ist äußerst variabel. Dominant sind die z. T. sehr mächtigen Salinarfolgen mit Steinsalz, Anhydrit und Gips sowie den zwischen gelagerten bunten Ton- und Mergelsteinen. Weiter kommen klastische Sand-, Silt- und Tonsteine vor. Die durchschnittliche Mächtigkeit des Mittleren Keupers in Norddeutschland beträgt 250 bis 400 m. In Gräben können lokal bis über 1000 m erreicht werden. Im Glückstadt-Graben werden bis zu 5000 m Mächtigkeit angenommen. In Schwellenbereichen kann der Mittlere Keuper infolge der altkimmerischen Bewegung fast vollständig erodiert sein. In Süddeutschland werden Mächtigkeiten bis etwa 350 m  erreicht, die aber zum östlichen Beckenrand bis auf 0 m zurückgehen.
Die Schüttungen kamen von den Beckenrändern; in Norddeutschland vom Fennoskandischen Schild, in Süddeutschland vom Vindelizischen Land, im Westen vom Ardennen-Massiv.

## Gliederung
Die Untergliederung in Nord- und Süddeutschland in Formationen ist unterschiedlich. In Norddeutschland werden unterschieden (von oben nach unten):
- Arnstadt-Formation
- Weser-Formation
- Stuttgart-Formation
- Grabfeld-Formation

In Süddeutschland wurde die lithostratigraphische Einteilung etwas abgeändert und an die dortige lithologische Abfolge angepasst (von oben nach unten).
- Trossingen-Formation
- Löwenstein-Formation
- Mainhardt-Formation
- Hassberge-Formation
- Steigerwald-Formation
- Stuttgart-Formation
- Benk-Formation

Diese Formationen liegen jedoch nicht alle übereinander, sondern sie verzahnen teilweise sich lateral. Die Grabfeld-Formation entspricht in etwa dem Gipskeuper in Süddeutschland und verzahnt sich zum Vindelizischen Land hin lateral mit der Benk-Formation. Die Stuttgart-Formation entspricht in etwa dem „Schilfsandstein“. Die Weser-Formation Norddeutschlands wird mit der Mainhardt-, Hassberge- und Steigerwald-Formation gleichgesetzt und entspricht in etwa den „Bunten Mergeln“, „Oberen Gipskeuper“ oder „Unterer Steinmergelkeuper“, wobei die Hassberge-Formation der Randfazies der zum Vindelizischen Land hin bildet. Die Arnstadt-Formation entspricht im Wesentlichen der „Steinmergelkeuper“, die Löwenstein-Formation in etwa dem „Stubensandstein“ bzw. „Burgsandstein“, und die Trossingen-Formation etwa dem früheren Begriff des „Knollenmergels“.

## Ablagerungsraum
Die Gesteine des Mittleren Keuper wurden in einem weiten flachen Becken abgelagert. Zumindest im unteren Teil kam es auch zu kurzzeitigen marinen Vorstößen in das Becken. In der Grabfeld-Formation wurde lokal mächtige Evaporite abgelagert, die in großen kontinentalen Salzseen entstanden sind. Vermutlich bestand jedoch auch hier mariner Einfluss. In der Stuttgart-Formation baute sich ein weites Flusssystem vom Fennoskandischen Schild in das Becken vor. Im höheren Teil des Mittleren Keuper beschränkten sich diese Schüttungen auf den nördlichen Teil des Germanischen Beckens. Es kam zu Schüttungen vom Vindelizischen Land, vom Böhmischen Land, vom Ardennen-Massiv und kurzzeitig auch vom Rheinischen Massiv.